# Miami Classic 1984
Il Miami Classic 1984 è stato un torneo di tennis giocato sulla terra rossa. È stata la 1ª edizione del torneo, che fa parte del Virginia Slims World Championship Series 1984. Si è giocato a Boston negli USA dal 2 all'8 aprile 1984.

## Campionesse

### Singolare
Laura Gildemeister ha battuto in finale  Petra Huber con il punteggio di 6–3, 6–2

### Doppio
Pat Medrado /  Yvonne Vermaak hanno battuto in finale  Kate Latham /  Janet Newberry con il punteggio di 5–7, 6–3, 6–3